# Eudonia marioni
Eudonia marioni là một loài bướm đêm trong họ Crambidae.